# Svetlana Romàixina
Svetlana Romàixina   (Moscou, URSS, 21 de setembre de 1989) és una nedadora de sincronitzada russa ja retirada. Va participar en 4 Olimpíades, guanyant 7 medalles d'or en total. El 4 d'agost de 2021, es convertia en la primera nedadora de natació sincronitzada de la història olímpica que guanyava 6 medalles d'or, després d'aconseguir la primera posició en la prova de duet als Jocs Olímpics de Tòquio 2020 i tres dies més tard, aconseguia la setena medalla d'or guanyant la prova per equips. A més, va guanyar 23 medalles d'or en els Campionats del Món i 13 medalles d'or en els Campionats d'Europa. Romàixina sempre va guanyar en totes les edicions de les 3 grans competicions on va participar, cosa que la fa considerar la millor nedadora de sincronitzada de la història. El 6 de febrer de 2023, a l'edat de 33 anys, anunciava la seva retirada de la competició professional.

## Trajectòria professional
| Jocs Olímpics      | Jocs Olímpics  | Jocs Olímpics | Jocs Olímpics           |
| Any                | Seu            | Posició       | Prova                   |
| ------------------ | -------------- | ------------- | ----------------------- |
| 2008               | Pequín         | 1             | Equip                   |
| 2012               | Londres        | 1             | Duet                    |
| 2012               | Londres        | 1             | Equip                   |
| 2016               | Rio de Janeiro | 1             | Duet                    |
| 2016               | Rio de Janeiro | 1             | Equip                   |
| 2020               | Tòquio         | 1             | Duet                    |
| 2020               | Tòquio         | 1             | Equip                   |
| Campionat del Món  |                |               |                         |
| 2005               | Montreal       | 1             | Equip                   |
| 2005               | Montreal       | 1             | Equip Lliure combinació |
| 2007               | Melbourne      | 1             | Equip Tècnica           |
| 2007               | Melbourne      | 1             | Equip Lliure            |
| 2007               | Melbourne      | 1             | Equip Lliure combinació |
| 2009               | Roma           | 1             | Duet Tècnica            |
| 2009               | Roma           | 1             | Duet Lliure             |
| 2009               | Roma           | 1             | Equip Lliure            |
| 2011               | Shanghai       | 1             | Duet Tècnica            |
| 2011               | Shanghai       | 1             | Duet Lliure             |
| 2011               | Shanghai       | 1             | Equip Lliure combinació |
| 2013               | Barcelona      | 1             | Solo Tècnica            |
| 2013               | Barcelona      | 1             | Solo Lliure             |
| 2013               | Barcelona      | 1             | Duet Tècnica            |
| 2013               | Barcelona      | 1             | Duet Lliure             |
| 2015               | Kazan          | 1             | Solo Tècnica            |
| 2015               | Kazan          | 1             | Duet Tècnica            |
| 2015               | Kazan          | 1             | Duet Lliure             |
| 2015               | Kazan          | 1             | Equip Lliure combinació |
| 2019               | Gwanju         | 1             | Solo Lliure             |
| 2019               | Gwanju         | 1             | Duet Tècnica            |
| 2019               | Gwanju         | 1             | Duet Lliure             |
| 2019               | Gwanju         | 1             | Equip Lliure combinació |
| Campionat d'Europa |                |               |                         |
| 2006               | Budapest       | 1             | Equip                   |
| 2006               | Budapest       | 1             | Equip Lliure combinació |
| 2010               | Budapest       | 1             | Equip                   |
| 2010               | Budapest       | 1             | Duet                    |
| 2010               | Budapest       | 1             | Equip Lliure combinació |
| 2012               | Eindhoven      | 1             | Duet                    |
| 2014               | Berlín         | 1             | Duet                    |
| 2016               | Londres        | 1             | Solo Tècnica            |
| 2016               | Londres        | 1             | Duet Tècnica            |
| 2016               | Londres        | 1             | Duet Lliure             |
| 2020               | Budapest       | 1             | Duet Lliure             |
| 2020               | Budapest       | 1             | Duet Tècnica            |
| 2020               | Budapest       | 1             | Equip Tècnica           |